# 玉溪高原體育運動中心體育場
玉溪高原体育运动中心体育场是一座位于中国云南省玉溪市的体育场，是云南玉昆足球俱乐部的主场。该体育场是2022年云南省运动会的主场馆。主体育场历经两次扩建，最近一次扩建在2025年1月中旬完成改造，新增5300座，使得体育场总座椅将达到30300座。